# Plebiscyt Przeglądu Sportowego 2013
79. Plebiscyt na 10 Najlepszych Sportowców Polski 2013 roku zorganizowany został przez Przegląd Sportowy i Telewizję Polską. Głosowanie składało się z dwóch etapów. W pierwszym oddawano głosy za pomocą kuponów i na oficjalnej stronie internetowej, w drugim - który trwał w trakcie gali - za pomocą SMS-ów. 
Gala Mistrzów Sportu, w trakcie której zostały ogłoszone nazwiska dziesięciu wybranych sportowców, odbyła się 11 stycznia 2014 roku w Teatrze Polskim w Warszawie. Reżyserowana była przez Jerzego Kręcika, a pokazała ją TVP1. Galę prowadzili Przemysław Babiarz i Maciej Kurzajewski.
Najlepszym sportowcem Polski 2013 roku wybrana została, piąty raz z rzędu, Justyna Kowalczyk. Tym samym pobiła rekord Stanisławy Walasiewicz, Ireny Szewińskiej-Kirszenstein i Adama Małysza pod względem liczby zdobytych tytułów najlepszego sportowca Polski.

## Wyniki głosowania[1]
| Miejsce | Imię i nazwisko                                             | Dyscyplina sportu    | Liczba punktów | Wręczający nagrodę                 | Uwagi                                                              |
| ------- | ----------------------------------------------------------- | -------------------- | -------------- | ---------------------------------- | ------------------------------------------------------------------ |
| 1       | Justyna Kowalczyk                                           | biegi narciarskie    | 380 824        | Michał Pol Włodzimierz Szaranowicz | nieobecna, nagrodę odebrali rodzice Janina i Józef Kowalczykowie   |
| 2       | Kamil Stoch                                                 | skoki narciarskie    | 343 192        | Tomasz Majewski                    | nieobecny, nagrodę odebrała żona Ewa Bilan-Stoch                   |
| 3       | Paweł Fajdek                                                | lekkoatletyka        | 252 495        | Stéphane Antiga                    | nieobecny, nagrodę odebrał menedżer Czesław Zapała                 |
| 4       | Agnieszka Radwańska                                         | tenis                | 212 586        | Ryszard Szurkowski                 | nieobecna, nagrodę odebrał wiceprezes Polskiego Związku Tenisowego |
| 5       | Robert Lewandowski                                          | piłka nożna          | 202 655        | Adam Nawałka                       | nieobecny, nagrodę odebrała żona Anna Lewandowska                  |
| 6       | Robert Kubica                                               | rajdy samochodowe    | 174 180        | Mariusz Czerkawski                 | nieobecny, nagrodę odebrał menedżer Marcin Czachorski              |
| 7       | Bartłomiej Bonk                                             | podnoszenie ciężarów | 164 000        | Szymon Kołecki                     | –                                                                  |
| 8       | Anita Włodarczyk                                            | lekkoatletyka        | 160 300        | Monika Pyrek                       | nieobecna, nagrodę odebrali rodzice Maria i Andrzej Włodarczykowie |
| 9       | Jerzy Janowicz                                              | tenis                | 130 289        | Mariusz Wlazły                     | nieobecny, nagrodę odebrali rodzice Anna i Jerzy Janowiczowie      |
| 10      | Jarosław Hampel                                             | żużel                | 120 378        | Otylia Jędrzejczak                 | –                                                                  |
| 11      | Maja Włoszczowska                                           | kolarstwo górskie    | 114 848        | –                                  | –                                                                  |
| 12      | Piotr Małachowski                                           | lekkoatletyka        | 109 040        | –                                  | –                                                                  |
| 13      | Krzysztof Włodarczyk                                        | boks                 | 68 751         | –                                  | –                                                                  |
| 14      | Sebastian Kawa                                              | szybownictwo         | 58 405         | –                                  | –                                                                  |
| 15      | Krystyna Pałka                                              | biathlon             | 52 714         | –                                  | –                                                                  |
| 16      | Michał Kwiatkowski                                          | kolarstwo szosowe    | 42 181         | –                                  | –                                                                  |
| 17      | Monika Hojnisz                                              | biathlon             | 41 100         | –                                  | –                                                                  |
| 18      | Radosław Kawęcki                                            | pływanie             | 39 319         | –                                  | –                                                                  |
| 19      | Konrad Czerniak                                             | pływanie             | 37 870         | –                                  | –                                                                  |
| 20      | Rafał Majka                                                 | kolarstwo szosowe    | 33 156         | –                                  | –                                                                  |
| 21      | Zbigniew Bródka                                             | łyżwiarstwo szybkie  | 32 778         | –                                  | –                                                                  |
| 22      | Paweł Korzeniowski                                          | pływanie             | 32 291         | –                                  | –                                                                  |
| 23      | Marta Walczykiewicz                                         | kajakarstwo          | 31 866         | –                                  | –                                                                  |
| 24      | Katarzyna Bachleda-Curuś Natalia Czerwonka Luiza Złotkowska | łyżwiarstwo szybkie  | 29 518         | –                                  | –                                                                  |
| 25      | Beata Mikołajczyk Karolina Naja                             | kajakarstwo          | 26 584         | –                                  | –                                                                  |

## Zwycięzcy kategorii dodatkowych[2]
- Superczempion 2013: Szymon Kołecki, Tomasz Kucharski, Waldemar Marszałek
- Impreza roku 2013: Mistrzostwa Świata w Siatkówce Plażowej 2013
- Impreza masowa roku 2013: 35. Maraton Warszawski
- Drużyna roku 2013: Vive Targi Kielce
- Trener roku 2013: Łukasz Kruczek
- Odkrycie roku 2013: Reprezentacja Polski w skokach narciarskich
- Mecenas polskiego sportu 2013: Lotto
- Ambasador polskiego sportu 2013: Czesław Lang
- Animator sportu masowego 2013: Julian Gozdowski
- Najlepszy sportowiec niepełnosprawny 2013: Mateusz Michalski